# Haaretz
Haaretz (en hebreu: הארץ, pronunciat [haˈʔaʁets]) (en català: La Terra), en referència a l'expressió Eretz Israel, (en català: Terra d'Israel) és un diari Israelià fundat el 1919 per un grup d'immigrants sionistes, la major part originaris de Rússia. Va ser comprat el 1935 per Zalman Schocken, un immigrant recent d'Alemanya.
Haaretz es publica en hebreu, tot i que una versió reduïda en anglès acompanya diàriament a l'edició de l'International Herald Tribune distribuïda a Israel. Tant la versió en hebreu com l'anglesa es poden consultar a internet.
La línia editorial del periòdic la va definir Gershom Schocken, qui fou el seu cap editorial entre el 1939 i 1990. Haaretz encara pertany a la família Schocken. L'editor actual és en David Landau, i el cap d'edició en Tami Litani, qui reemplaçaren a Hanoch Marmari i Yoel Esteron l'abril del 2004.
Comparat amb els altres quotidians en hebreu, Maariv i Yediot Aharonot, Haaretz té un to més seriós, amb articles més llargs, lletra més petita, menys fotos, i seccions diàries de ciència i literatura. La seva posició respecte del conflicte Israelo-Palestí tendeix cap a l'esquerra, en particular els articles d'Amira Hass (periodista israeliana radicada a Ramal·lah, Cisjordània) així com, fins a un cert punt, els de Gideon Levy. En temes religiosos, la posició del diari és decididament secular. D'aquesta manera, en el context de l'Operació Marge Protector, succeïda a partir del juliol de 2014, Haaretz va publicar una editorial exposant que la "suau sorra de Gaza... podria convertir-se en arenes movedisses" per a l'exèrcit israelià, a més a més d'alertar de la possible "matança indiscriminada" de civils palestins. L'article sentenciava que "no hi podia haver victòria aquí".
El periòdic també tracta sovint temes de justícia social tot i que, per contra, la seva posició en assumptes econòmics és més aviat liberal. Haaretz està a favor de la privatització, del lliure mercat, de la reducció en la despesa social, de retallar impostos, i d'una política fiscal estricta.
D'acord amb dades del mateix diari, la circulació de la seva edició hebrea és d'unes 75000 còpies els dies de setmana (és a dir, de diumenge a dijous), i unes 95000 els divendres. Els dissabtes (dia de descans al calendari jueu i oficial a Israel) no es publica. Aquests números representen al voltant d'un 10% del mercat israelià. Segons l'antic cap d'edició, Hanoch Marmari, les edicions en internet reben al voltant d'un milió i mig de visites diàries l'hebrea, i unes 700000 l'anglesa, aquestes en la major part de fora d'Israel.